# Pethia padamya
Cá đòng đong Odessa (Danh pháp khoa học: Pethia padamya) là một loài cá trong họ Cyprinid có nguồn gốc từ Trung Myanmar, từ hạ lưu sông Chindwin. Chúng được mô tả một cách khoa học vào năm 2008. Loài này được ưa chuộng để nuôi làm cảnh vì màu sắc bắt mắt của chúng.

## Đặc điểm
Chúng là loài cá nhỏ với một cơ thể lệch sang bên, chiều dài trung bình là 4,6 cm (1,8 in) ở cả hai giới; nhiều con cá cảnh được nuôi có chiều dài 7 cm (2,8 in) SL. Loài này thể hiện tính lưỡng hình tình dục, trong đó cho phép để dễ nhận biết về giới tính. Cả hai giới đều có một điểm đen và nổi bật trong khu vực lưng, cũng như một điểm nhỏ trong khu vực cận đuôi.
Con đực có màu be ánh sáng màu nền màu nâu kết hợp với các sọc màu đỏ tươi chạy theo chiều dài của cơ thể. Những con đực cũng có tròng mắt màu đỏ với một vệt đen hẹp giữa mắt qua. Các vây lưng, vây hậu môn và vây xương chậu của con đực màu xanh lá cây màu hơi vàng với những đốm đen tương phản. Các con cái rõ màu hơn với một cơ thể màu be sáng và ánh bạc phản chiếu trên mặt vảy. Vây của những con cái là một ánh sáng màu xanh hơi vàng. Tuy nhiên, chỉ có vây lưng có các chấm đen tương phản, mà là mờ nhạt hơn so với con đực.
Chúng là loài cá năng hoạt động và thường ôn hòa, loài cá này là di chuyển nhanh chóng, chúng là loại phàm ăn và sẽ ăn hết những thực phẩm bao gồm mảnh và thực phẩm đông lạnh, như trùn đất. 